# Narnia: Prins Caspian (film)
Narnia: Prins Caspian (The Chronicles of Narnia: Prince Caspian) er en amerikansk spillefilm fra 2008, instrueret af Andrew Adamson. Filmen er baseret på romanen  Prins Caspian af C.S. Lewis. Den havde premiere i de danske biografer den 2. juli 2008. 
Filmen udkom på DVD og Blu-ray i Danmark den 18. november 2008.

## Handling
Et år efter de utrolige begivenheder i "Narnia: Løven, heksen og garderobeskabet" befinder Narnias konger og dronninger sig tilbage i det vidunderlige rige langt borte blot for at opdage, at der er gået mere end 1.300 år efter Narnias tidsregning. Mens de har været borte, er Narnias gyldne æra sunket i grus. Narnia er blevet erobret af Telmarinerne og styres nu af den onde Kong Miraz, som hersker nådesløst over landet. De fire børn vil snart møde en spændende ny figur: Narnias retmæssige tronarving, den unge Prins Caspian, som er blevet tvunget til at skjule sig, fordi hans onkel, Miraz, planlægger at dræbe ham for at sætte sin egen nyfødte søn på tronen. Med hjælp fra en venlig dværg, en modig, talende mus ved navn Reepicheep, en grævling ved navn Trøffeljæger og en sort dværg, Nikabrik, sætter Narnianerne under anførsel af de mægtige riddere Peter og Caspian ud på en forunderlig rejse for at redde Narnia fra Miraz' tyranni og give landet dets magi og storhed tilbage.

## Rolleliste
| Rolle            | Skuespiller           | Danske stemmer     |
| ---------------- | --------------------- | ------------------ |
| Prins Caspian    | Ben Barnes            | Laus Høybye        |
| Peter Pevensie   | William Peter Moseley | Jasper Spanning    |
| Lucy Pevensie    | Georgie Henley        | Tillie Bech        |
| Edmund Pevensie  | Skandar Keynes        | Christoffer Skov   |
| Susan Pevensie   | Anna Popplewell       | Amalie Dollerup    |
| Kong Miraz       | Sergio Castellitto    | Stig Rossen        |
| Trumfe           | Peter Dinklage        | Peter Jorde        |
| Nikabrik         | Warwick Davis         | Nicolaj Kopernikus |
| Trøffelsnuser    | Ken Stott             | Henrik Jandorf     |
| Reepicheep       | Eddie Izzard          | Karsten Jansfort   |
| Aslan            | Liam Neeson           | Jesper Lohmann     |
| Doktor Cornelius | Vincent Grass         | Nis Bank-Mikkelsen |